# Antiainen
Antiainen är en sjö i kommunen Lojo i landskapet Nyland i Finland. Sjön ligger 115,8 meter över havet. Den är 12,15 meter djup. Arean är 88 hektar och strandlinjen är 8,94 kilometer lång. Sjön  ingår i Karisåns huvudavrinningsområde.   Den ligger omkring 66 km nordväst om Helsingfors. 
I sjön finns ön Kylmänkorvensaaret. 